# Cheiracanthium schenkeli
Cheiracanthium schenkeli är en spindelart som beskrevs av Lodovico di Caporiacco 1949. Cheiracanthium schenkeli ingår i släktet Cheiracanthium och familjen sporrspindlar. Inga underarter finns listade i Catalogue of Life.